# Lithospermum afromontanum
Lithospermum afromontanum är en strävbladig växtart som beskrevs av Weimarck. Lithospermum afromontanum ingår i släktet stenfrön, och familjen strävbladiga växter. Inga underarter finns listade i Catalogue of Life.